# Black Betty (Tom Jones)
Black Betty è un singolo di Tom Jones del 2002, cover dell'omonimo brano scritto nel ventesimo secolo.
La versione registrata da Tom Jones di Black Betty è stata pubblicata come singolo nel 2002, estratta dall'album Mr. Jones, ed è l'unica ad essere entrata in classifica in Italia. Questa versione utilizza un sample di Last Night a D.J. Saved My Life degli Indeep del 1982.

## Tracce
Maxi Single V2 – VVR5021768P 
1. Black Betty (Cutfather And Joe Mix)
2. Black Betty (Album Version Varispeed)
3. I Who Have Nothing (Edit)

Solid Gold - 3" CD-Single Epic VVR5023213
1. Black Betty (Cutfather & Joe Mix) – 3:20
2. Black Betty (Album Version Varispeed) – 3:07
3. I Who Have Nothing (Edit) – 3:34
4. Black Betty (Jacknife Lee Mix) – 3:10
5. Black Betty (Matty's Soulflower Mix) – 9:05

### Classifiche
| Classifica (2002) | Posizione più alta |
| ----------------- | ------------------ |
| Svizzera          | 14                 |
| Italia            | 5                  |
| Regno Unito       | 50                 |